# HD 80606 b
HD 80606 b és un planeta extrasolar situat a una distància de 190 anys llum de la Terra a la constel·lació de l'Ossa Major. Orbita l'estrella HD 80606, la qual a la vegada forma part d'un sistema binari estel·lar. Es tracta de l'exoplaneta de major excentricitat descobert fins avui: l'òrbita té una forma molt allargada més pròpia d'un cometa. Forma part dels exoplanetes anomenats Júpiter excèntrics.

## Descobriment
El descobriment d'HD 80606 b fou anunciat el 4 d'abril de 2001 pel grup ELODIE. No obstant això, la possibilitat d'existència del planeta ja havia estat postulada un any abans pel G-Dwarf Planet Search durant la seva cerca de candidats de planetes extrasolars, les observacions dels quals es van iniciar l'abril de 1999 des del Telescopi Keck. Aquesta possibilitat va conduir al fet que el grup ELODIE seguís a l'estrella a través de l'Observatori d'Haute-Provence del sud de França, confirmant finalment l'existència de l'exoplaneta.

## Característiques

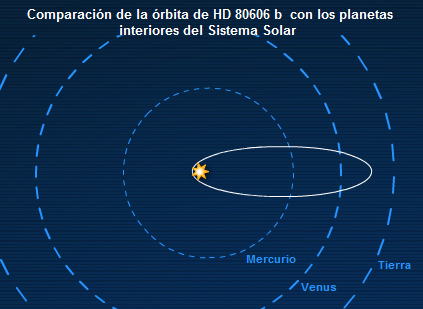
Comparació de l'òrbita d'HD 80606 b amb els planetes interiors del Sistema Solar.

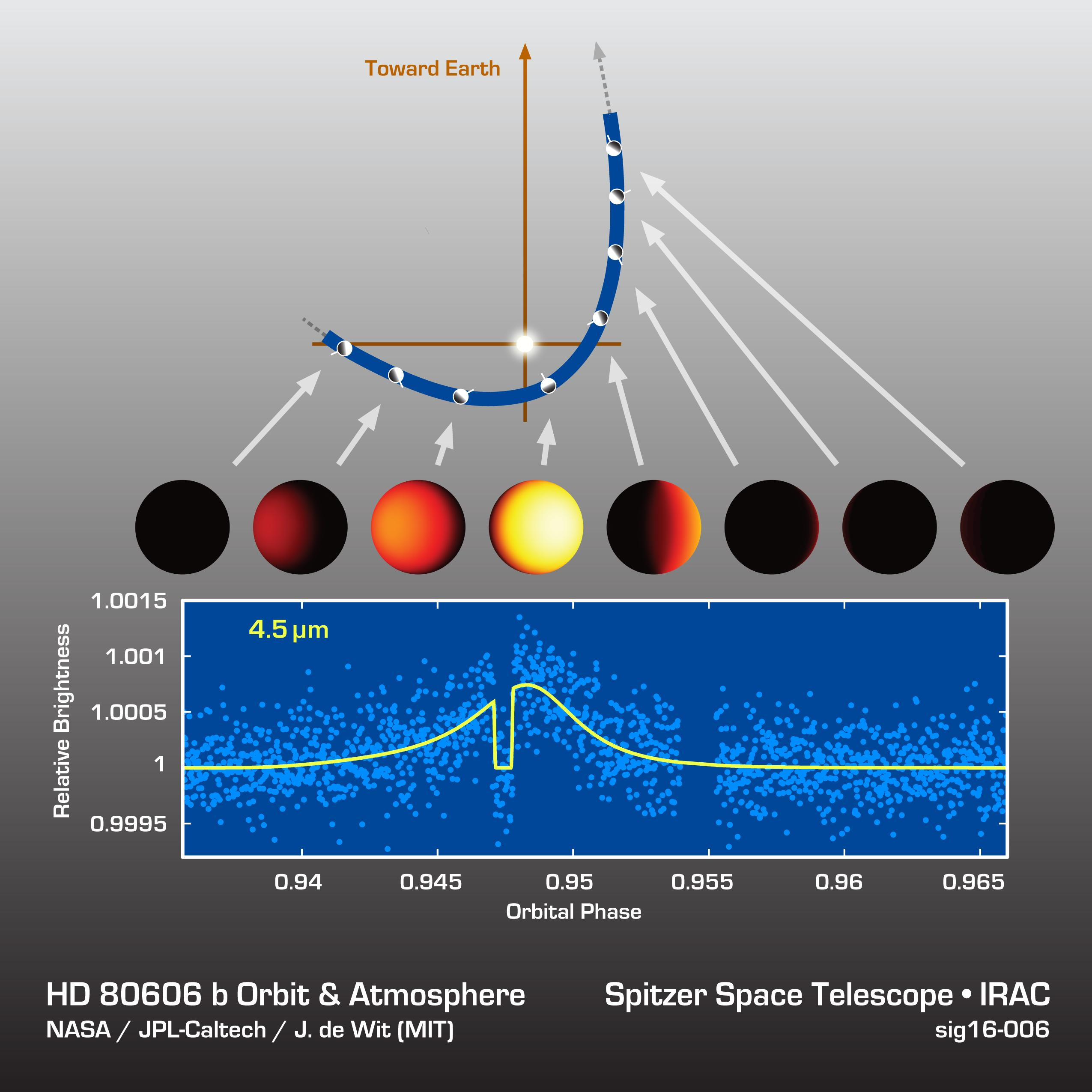
Corba de llum

La seva massa és de gairebé quatre vegades la de Júpiter, convertint-se així en un gegant gasós. S'estima que el període de rotació és d'unes 34 hores. A més, a causa de la seva excentricitat, forma part dels anomenats Júpiter excèntrics. Aquesta excentricitat és comparable a la del cometa de Halley, tot i que difereix en distàncies i període orbital. És possible que això sigui degut al fet que el planeta forma part d'un sistema estel·lar binari (Struve 1341), ja que la major part dels planetes amb excentricitats elevades es troben en aquest tipus de sistemes estel·lars. L'estrella companya podria haver causat l'estranya excentricitat a causa de l'elevada inclinació orbital del planeta (respecte del plànol de l'òrbita d'ambdós estels), mitjançant l'anomenat mecanisme Kozai. Les mesures realitzades de l'efecte Rossiter-McLaughlin són consistents amb les prediccions d'aquest mecanisme.

Velocitat d'HD 80606 b en cada punt de la seva òrbita.

La distància del planeta pel que fa a la seva estrella oscil·la entre 0,03 unitats astronòmiques (abreujades UA, distància corresponent entre la Terra i el Sol) i 0,85 UA. Si es compara la seva òrbita amb els planetes del sistema solar, s'observa que en el punt més allunyat de la seva òrbita (0,85 UA) estaria situat entre Venus (0,7 UA) i la Terra (1 UA, per definició). En canvi, el seu punt més proper (0,03 UA) es trobaria molt més a prop que l'òrbita de Mercuri (0,4 UA), que equival 13 vegades menor que la separació entre Mercuri i el Sol. En aquest punt, algú situat sobre la seva superfície veuria l'estrella sobre el cel unes 30 vegades més gran que el Sol des de la superfície terrestre.
El planeta es troba la major part del temps en els punts més allunyats de la seva òrbita, augmentant la seva velocitat com més a prop està de la seva estrella. Una persona situada sobre la seva superfície veuria com l'estel augmenta de grandària cada vegada més ràpid, fins a fer-se unes 100 vegades majors.

### Temperatura i atmosfera
La temperatura del planeta oscil·la des dels 250 K (uns -20 °C) en el apoastre fins als 1500 K (uns 1200 °C) que aconsegueix en el periastre, on rep entorn de 800 vegades més radiació del seu estel. En el seu pas pel periastre, les temperatures varien de 800 K a 1500 K en amb prou feines sis hores, escalfant-se i refredant-se ràpidament. Aquest valor és suficient fins i tot per fondre el níquel.
A causa d'aquests canvis bruscos de temperatura, i amb l'agreujant que la seva rotació no està sincronitzada amb la seva translació, es desenvolupen tempestes en la seva atmosfera que mouen vents a grandíssimes velocitats, arribant diversos quilòmetres per segon, desenvolupant-se vòrtexs en els pols del planeta. Es tracta la primera vegada que els astrònoms observen canvis atmosfèrics a temps real en un planeta extrasolar.